# Метелиця

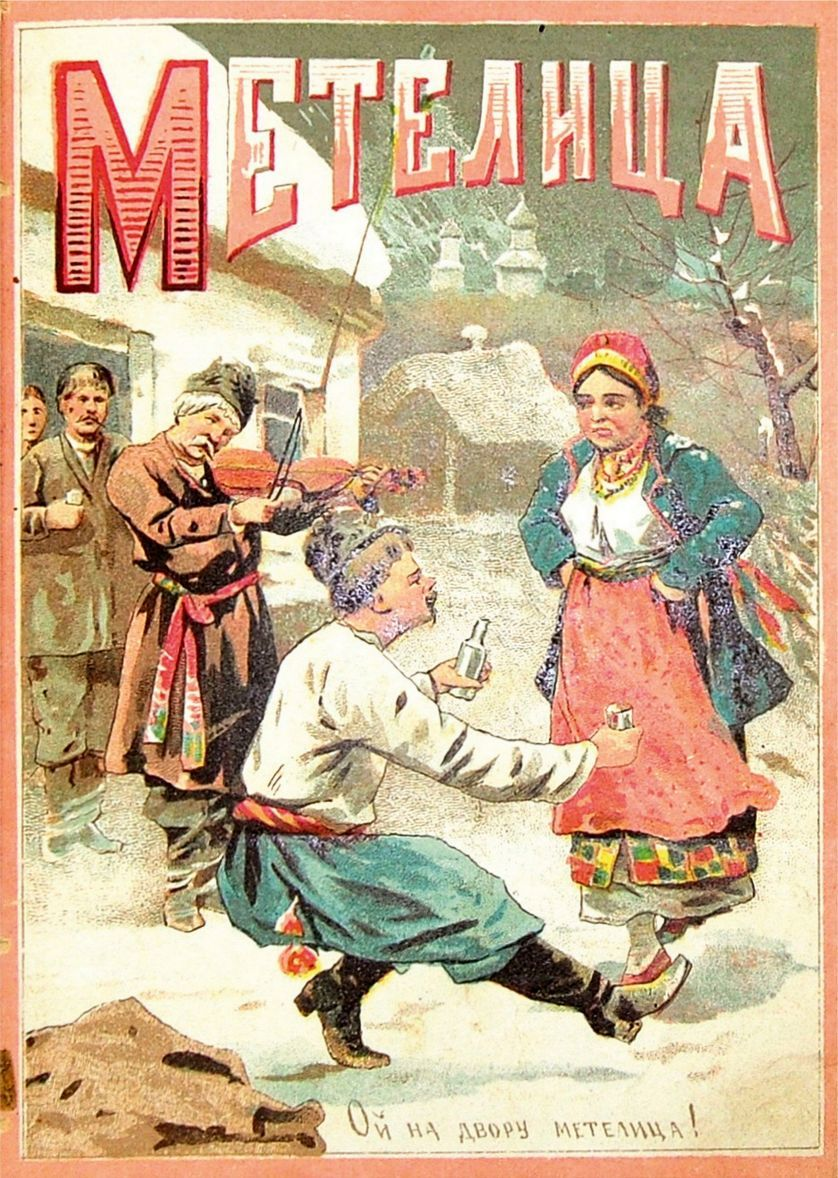
Метелиця

Метели́ця — масовий танець жвавого характеру і темпу. Кількість виконавців необмежена. Всі встають у коло обличчям до центру і беруться за руки. Заздалегідь вибирають ведучу пару виконавців. Виконується в двохдольному розмірі. Виконується в парі з переплетінням рук і швидким кружлянням, що ним нагадує снігову заметіль (метелицю). Танець супроводжується співом з текстами жартівливого характеру. Цей танець виконується у таких країнах як Україна, Білорусь та Росія.

## I фігура (16 тактів)
На 1—8-й такти всі, починаючи рух з правої ноги, «простим танцювальним кроком» йдуть по колу проти руху годинникової стрілки. На другу чверть останнього такту, не роз'єднуючи рук, повертаються в протилежний бік.
На 9—16-й такти танцюристи, починаючи крок з лівої ноги, йдуть за рухом годинникової стрілки; на кінець останнього такту в тому місці, де стоїть визначена заздалегідь пара, двоє з учасників кола роз'єднують руки. Пара піднімає з'єднані руки високо вгору, утворюючи «ворота».

## II фігура (32 такти)
На 1—16-й такти всі виконавці проходять за ведучою парою під з'єднаними руками в «ворота».
На останній такт виконавці, які утворювали «ворота», опускають з'єднані руки вниз, а вільні подають ведучій і останній з кола. Всі стають спиною до центру кола. Потім повторюють усе спочатку.

## III фігура (16 тактів)
На 1—16-й такти танцюристи повторюють І фігуру, тільки виконавці з 1-го по 8-й такти йдуть за, а з 9-го по 16-й — проти руху годинникової стрілки.

## IV фігура (32 такти)
На 1—32-й такти виконавці повністю повторюють фігуру, але ведучий веде учасників у протилежному напрямку. На останній такт всі повертаються і стають у вихідне положення фігури (замкнуте коло, учасники якого стають обличчям до центру).

## Джерело
- http://narodni.com.ua/unt/побутовий-танець-метелиця-перша
- Гуменюк А. Інструментальна музика —  Київ, Наукова думка, 1972